# Дилша Демирбаг-Стен
Дилша Демирбаг-Стен (на кюрдски: Dilşa Demirbag Sten) е шведски автор и журналист от кюрдски етнически произход.

## Биография
Дилша Демирбаг е родена на 10 октомври 1969 г. в село Кирван, вилает Елязъг (Турция), в кюрдско номадско семейство. През 1976 г. се заселва със семейството си в Швеция, израства в градовете Карлстад и Упсала. В ранна възраст семейството ѝ я принуждава да сключи брак, но после бяга и се премества да живее в Стокхолм.
Има бакалавърска степен по политология и история от Стокхолмския университет.

## Произведения
- Svenska – en nödvändighet (1995)
- Från Alfons till Dostojevskij (1999)
- Violence in the name of honour: theoretical and political challenges (2004)
- Makten framför allt: En antologi om statsminister Göran Persson (2005)
- Tystade röster (2007)
- Fosterland (2010)
- Till frihetens försvar: En kritik av den normativa mångkulturalismen Norstedts (2010) – с Пер Баун